# Майлов Андрій Павлович
Андрій Павлович Майлов (псевдо Олексій Майлов; 1909, Російська імперія — 21 жовтня 1933, Львів, Україна) — радянський співробітник ІНВ ОДПУ, секретар Консульства СРСР у Львові, повноважний представник Йосипа Сталіна для контролю над дипломатичними установами СРСР на території Другої Речі Посполитої.

## Убивство
Був убитий двома пострілами в голову та серце 21 жовтня 1933 року під час нападу на консульство борцем за волю України провідником ОУН Миколою Лемиком. Микола Лемик без опору здався польським поліціянтам і був заарештований. 30 жовтня того ж року Львівським окружним судом Миколу Лемика засуджено до смертної кари, заміненої довічним ув'язненням. Скориставшись ситуацією загального хаосу, що виникла внаслідок нападу Німеччини на Польщу, у вересні 1939 року Микола Лемик утік під час етапування в'язнів тюрми «Святий Хрест», де попередньо відбував покарання. Після початку Німецько-радянської війни очолив Середню похідну групу ОУН(б). Заарештований і розстріляний гестапо в Миргороді на Полтавщині в жовтні 1941 року.
Убивство набуло розголосу як символічний акт помсти за Голодомор 1932—1933 років в Україні та Кубані, викликало черговий сплеск напруги в радянсько-польських стосунках, а також стало демонстрацією суспільної активності ОУН.